# Schlacht von Civitate
In der Schlacht von Civitate am 18. Juni 1053 besiegte eine normannische Armee das päpstliche Heer von Papst Leo IX.

## Hintergründe
Die Normannen zogen ins südliche Italien ein und folgten somit der Schenkung von Aversa aus dem Jahr 1030. Das alarmierte den Papst. Im Jahr 1052 traf sich Leo IX., gebürtiger Graf Bruno von Egisheim im Elsass, mit seinem Vetter 2. Grades Kaiser Heinrich III. in Sachsen, um die „Normannenplage“ zu besprechen und um Heinrich um Hilfe zu bitten. Hilfe wurde ihm jedoch lediglich in Form eines kleinen Heeres gewährt, welches aber bald wieder zurückgerufen wurde, was in weiterer Folge einen Keil zwischen die deutschen Kaiser und das Papsttum trieb, und so kehrte Leo im März 1053 nach Rom zurück. Mit ihm zogen lediglich 700 Schwaben unter Führung des Grafen Adalbert II. von Winterthur und dessen Bruders, des Reichssturmfähnrichs Graf Werner II. von Grüningen, sowie ca. 2.000 Mann aus der Bevölkerung von Italien und der Lombardei. Er bemühte sich daher um eine Allianz mit dem Kaiser von Byzanz, welche auch zustande kam, und so zog er zuversichtlich gegen die Normannen nach Süden Richtung Siponto. Die Normannen versperrten ihm aber den Weg zu den Byzantinern, und so trafen sich die Heere am Fluss Fortore bei Civitate nordwestlich von Foggia.

## Die Schlacht
Da die normannische Armee dem Heer des Papstes zahlenmäßig unterlegen war, suchten ihre Anführer ihr Heil erst einmal in Verhandlungen. In großer Zuversicht auf das baldige Erscheinen der Byzantiner unter Herzog Argyros ließ der Papst diese jedoch abbrechen. Darauf griffen die Normannen am 18. Juni 1053 das päpstliche Heer an, das zwar inzwischen auf rund 6.000 Mann angewachsen war, aber großteils aus Fußtruppen bestand. Die Normannen brachten es lediglich auf rund 3.500 Mann, die meisten waren jedoch zu Pferd und schwer bewaffnet.
Die Normannen teilten sich in drei Blöcke. Jeder Block wurde von einem der normannischen Grafen kommandiert, das Zentrum von Richard von Aversa, der rechte Flügel von Humfred von Hauteville und der linke von Robert Guiscard, dem Bruder Humfreds. Die päpstliche Armee wurde von Herzog Gottfried von Lothringen und Rudolf von Benevent kommandiert, während Graf Adalbert die Schwaben befehligte und seinem Bruder Werner als „primicerius et signifer regis“ wohl der Vorstreit zukam. Der Papst selbst beobachtete die Schlacht von Civitate aus.
Die normannische Kavallerie preschte den Hügel hinunter auf die Ebene vor der Stadt, um einen gemeinsamen Ansturm der schweren Reiter auf die Hauptstreitmacht des Papstes durchzuführen. Robert Guiscard tat sich hierbei als großer Kämpfer hervor, wurde er doch der Legende nach sogar dreimal vom Pferd gezogen und kämpfte sich immer wieder zurück. Dieser gelungene Schachzug führte zu Auflösungserscheinungen im päpstlichen Heer, so dass dem Papst fast nur noch die schwäbischen Grafen und ihre Fußtruppen verblieben. Diese waren nun hoffnungslos unterlegen und wurden ausnahmslos – also auch ihre Anführer Adalbert und Werner – niedergestreckt.

## Auswirkungen
Der Papst selbst wurde gefangen genommen und musste während seiner neunmonatigen Gefangenschaft in Benevent die normannischen Grafen als rechtmäßige Herren über die von ihnen eroberten Gebiete anerkennen. Alle Grafen erhielten ihre Gebiete vom Papst als Lehen. Wie die Gefangennahme vonstattenging, ist nicht ganz klar. Einerseits wurde berichtet, dass sich der Papst selbst ergab, um dem Tod zu entgehen, während andere Seiten berichten, dass ihn die Stadt auslieferte, um nicht geschleift zu werden. Schwerkrank freigelassen, starb Leo IX. am 19. April 1054 in Rom.